# Pitchshifter
Pitchshifter (спочатку Pitch Shifter) — британський індастріал-метал гурт з Ноттінгема, створений 1989 року.
Гурт став відомим завдяки саундтрекам для відеоігрор кінця 90-х, наприклад PlayStation Twisted Metal 3 та Test Drive 5.

## Історія
Групу створили 1989 куку гітарист Джонні А. Картер і басист і вокаліст Марк Клейден. Пізніше до них приєднався гітарист Стю Тулін, і вокаліст Джон «JS» Клейден (брат Марка Клейдена)
Протягом 1990 року група почала записувати дебютний альбом «Industrial», який вийшов наступного року.
У 1992 році гурт приєднується до британського лейбла Earache Records, де випускає свій EP «Submit». Тоді ж Стюарт покинув гурт, і вони найняли ударника Дейва Уолтерса.
1993 року виходить другий альбом «Desensitized».
1996 року гурт випускає третій альбом «Infotainment?».
У 1997 році гурт змінив написання назви з «Pitch Shifter» на «Pitchshifter». Після приєднання до гурту колишнього гітариста The Prodigy Джима Девіса виходить новий сингл «Genius», який згодом увійшов до саундтреку гри Test Drive 5 та фільму Mortal Kombat: Annihilation.
У 1998 році група випустила свій четвертий альбом «www.pitchshifter.com», який став їх найбільш продаваним альбомом — близько 60 000 примірників у США.
У 2000 році засновник гурту Джонні Картер та ударник Дейв Уолтерс покинули гурт, і на заміну їм прийшли концертний гітарист Метт Ґрунді та ударник Джейсон Боулд.
Того ж року гурт випустив свій п'ятий альбом «Deviant». На обкладинці було зображено хрест між папою Іоаном Павлом ІІ та королевою Єлизаветою II. Через це альбом був заборонений у Польщі, гурт вибачився, та замінив обкладинку.
2002 року гурт випустив свій шостий альбом «PSI», і після кількох концертів у 2003 році пішов на невизначену перерву.

## Стиль
Ранній матеріал гурту був ближче до індастріал-року з використанням драм-машини.
На пізніших альбомах музика стала ближче до ню-металу та драм-енд-бейсу; особливо видно з їх альбому «www.pitchshifter.com», звучання якого порівнювали з такими групами, як The Prodigy.

## Склад
- Джон «JS» Клейден — вокал, гітара, програмування
- Марк Клейден — бас, програмування

###### Колишні учасники
- Стюарт Тулін — гітара (1989–1992)
- Джонні А. Картер — гітара, програмування (1989–2000)
- Дейв Уолтерс — ударні (1993–2000)
- Джим Девіс — гітара, беквокал (1998–2002)
- Джейсон Боулд — ударні (2000–2018)[3]

## Дискографія
- Industrial (1991)
- Submit (ЕР, 1992)
- Desensitized (1993)
- Infotainment? (1996)
- www.pitchshifter.com (1998)
- Un-United Kingdo (ЕР, 1999)
- Deviant (2000)
- PSI (2002)
- None for All and All for One (ЕР, 2006)